# Amiodaron

Amiodaron

Amiodaron, även Cordarone, är ett kraftigt verkande läkemedel som påverkar hjärtats rytm och som till 37 % består av jod. Används som terapi och profylax vid operationer i hjärtat. Kan även användas vid förmaksflimmer.